# 피로바쿨룸 오르가노트로품
피로바쿨룸 오르가노트로품은 피로바쿨룸속에 속하는 한 종이다.